# Colegiul Tehnic Ion Mincu, Focșani
Colegiul Tehnic Ion Mincu, Focșani este o unitate reprezentativă pentru învățământul profesional și tehnic din județul Vrancea, cu peste 30 de ani de activitate, care furnizează educație și formare profesională în următoarele domenii:
- construcții si lucrări publice
- electronică si  automatizări
- mecanic